# زواج المثليين في الأرجنتين
أصبح زواج المثليين قانونيا في الأرجنتين منذ 22 يوليو 2010.
أصبحت الأرجنتين أول بلد في أمريكا اللاتينية، والثاني في الأمريكتين، والثاني في نصف الكرة الجنوبي الذي يسمح بزواج المثليين في جميع أنحاء البلاد. أصبحت البلد العاشرة في العالم التي تسمح بزواج المثليين.
أصبحت الاتحادات المدنية قانونية على الصعيد الوطني منذ عام 2015.

## الاتحاد المدني
في العقد الأول من القرن ال21، أصبحت الاتحادات المدنية (بالإسبانية: unión civil or unión convivencial) قانونية في أربع ولايات قضائية في الأرجنتين: المدينة المستقلة بوينس آيرس (2002)، محافظة ريو نيغرو (2003)، مدينة فيلا كارلوس باز (2007)، ومدينة ريو كوارتو (2009). توفر الاتحادات المدنية بعض الحقوق الممنوحة للأزواج، ولا يمكن الدخول إليها إلا من قبل الشركاء الذين عاشوا معًا لفترة معينة، عادة ما تكون سنة أو سنتين.
في نهاية المطاف، أصبحت الاتحادات المدنية قانونية في جميع أنحاء البلاد في 1 أغسطس 2015 بعد دخول «القانون المدني والتجاري» التي حلت محل القانون المدني السابق حيز التنفيذ. وافق البرلمان على القانون في أكتوبر 2014، ووقع عليه الرئيس في 7 أكتوبر 2014. ولا تُمنح الاتحادات المدنية نفس المعاملة التي يتمتع بها الزواج. ومع ذلك، يُنظر إليهم على أنهم خيارات صالحة لتشكيل أسرة ولتمتعهم بالاعتراف القانوني كخيار.

## المساكنة غير المسجلة
في 19 أغسطس 2008، أعلنت الحكومة الأرجنتينية أنها سمحت للشركاء المثليين المتساكنين الذين عاشوا معًا لأكثر من خمس سنوات بالحق في تحصيل معاشات شركائهم المتوفين. كانت هذه هي المرة الأولى التي يتم فيها الاعتراف بالمساكنة أو الحقوق غير المسجلة للشركاء المثليين في جميع أنحاء البلاد. وبالتالي، قامت أربع نقابات عمالية أرجنتينية بتوسيع نطاق المزايا الطبية لنظام الأمن الوطني لتشمل الموظفين المثليين (يعمل النظام بالاشتراك مع النقابات في مجال الرعاية الصحية)؛ تتوفر الفوائد لأعضاء نقابات المعلمين والموظفين التنفيذيين والنقابات وموظفي النقل الجوي. في ديسمبر/كانون الأول 2005، أمر قاضٍ بالسجون في جميع أنحاء مقاطعة قرطبة السماح بالزيارات الزوجية لجميع السجناء المثليين والسماح بالعلاقات الجنسية بين السجناء الذين يطورون علاقات في السجن.

## زواج المثليين

الاعتراف القانوني بالعلاقات المثلية في أمريكا الجنوبية
زواج المثليين
توفر شكل آخر من أشكال الاعتراف القانوني
لا اعتراف
حظر دستوري على زواج المثليين، عبر تقييد تعريف الزواج في الدستور إلى اتحاد بين رجل وامرأءة فقط
المثلية الجنسية غير قانونية

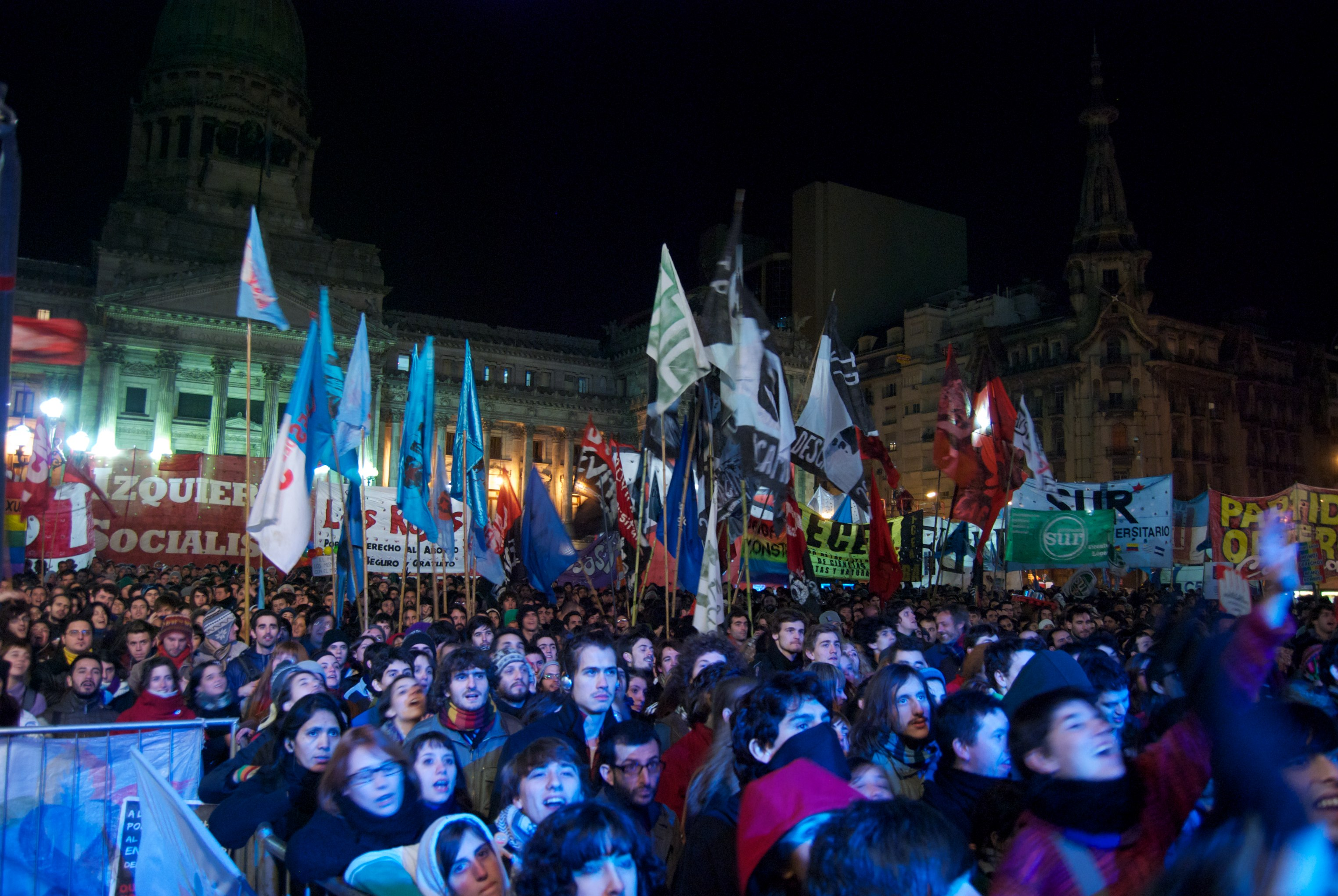
حشد لدعم زواج المثليين في بوينس آيرس

قبل أسبوعين من انتخابات التجديد النصفي للعام 2009، أصدر وزير العدل أنيبال فرنانديز بيانًا يقول فيه إنه كان مؤيدًا لبدء مناقشة زواج المثليين في الكونغرس، وأن قانون زواج محايد جنسيا سوف "ينهي التمييز"، وأن "الكثيرين من الناس يطالبون به". كما قال فرنانديز أن الرئيس السابق نيستور كيرشنر، الزوج الراحل للرئيسة حينها كريستينا فرنانديز دي كيرشنر، أيد إجراء مناقشة أوسع حول زواج المثليين في البلاد. كان موقف الرئيسة فرنانديز دي كيرشنر من زواج المثليين غير معروف في ذلك الوقت. قال وزير العدل فرنانديز إنه يعمل حاليًا على "تقديم مسودة قانون إلى الكونغرس، وأن وزارته يجب عليها أولاً دراسة القضية من جميع الجوانب. لم يتم تقديم مشروع القانون. في هذا الوقت، فازت مجموعات حقوق المثليين تدريجياً بمساندة أعضاء مجلس النواب لقضيتهم، مدعومة بالطبيعة اللامركزية لأحزاب الكونغرس التي سمحت لمجموعات الدعوة بنشر مكاسب إضافية.
في أواخر عام 2009، نظر الكونغرس الأرجنتيني في اقتراحين، برعاية سيلفيا أوغسبيرغر (عن الحزب الاشتراكي) وفيلما إيبارا (عن القاء الجديد)، لتغيير المادة 172 من القانون المدني. في 27 أكتوبر 2009، تمت مناقشة قوانين زواج المثليين في لجنة القانون العام بمجلس النواب واللجنة المعنية بالأسرة والمرأة والطفل والشباب. أعربت إيبارا عن رغبتها في أن يتم الموافقة على زواج المثليين في الأرجنتين. بحلول نهاية عام 2009. استمر النقاش حول مشاريع القوانين في 5 نوفمبر وفي 10 نوفمبر، قبل تأجيله واستأنافه في مارس 2010. وجدت دراسة أجريت في ذلك الوقت أن 70% من الأرجنتينيين يؤيدون تقنين زواج المثليين.
في 15 أبريل 2010، أوصت لجنة القانون العام بمجلس النواب ولجنة الأسرة والمرأة والطفل والشباب بتشريع زواج المثليين.
في 5 مايو 2010، أقر مجلس النواب مشروع قانون زواج المثليين الذي سيسمح أيضًا للأزواج المثليين بالتبني، بتصويت 125 صوتا لصالح مقابل 109 صوتا ضد (125-109). في 6 يوليو، أوصت لجنة القانون العام بمجلس الشيوخ برفض مشروع القانون. كان من المقرر أصلاً التصويت على مشروع القانون في 14 يوليو. بعد جلسة ماراثونية استمرت في الساعات الأولى من اليوم التالي، في 15 يوليو أقر مجلس الشيوخ مشروع قانون زواج المثليين بتصويت 33 صوتا مقابل 27 صوتا ضد. في 21 يوليو، وقعت الرئيسة كريستينا فرنانديز دي كيرشنر على مشروع القانون. في 22 يوليو، تم نشر القانون في الجريدة الرسمية ودخل حيز التنفيذ في نفس اليوم. يمنح القانون الأزواج المثليين جميع حقوق ومسؤوليات الزواج، بما في ذلك الحق في تبني الأطفال. تمت حالات الزيجات الأولى في 30 يوليو 2010.
في 27 يوليو 2012، أصبح زوجان مثليان من بوينس آيرس، هما أليخاندرو غرينبلات وكارلوس ديرميرد، أول رجلين في أمريكا اللاتينية يحصلان على أبوة مزدوجة لمولود جديد. طفلهما، طوبياس، هو الابن البيولوجي لأحد الرجلين، ولد لأم بديلة. أصبح أول شخص في الأرجنتين يحمل شهادة ميلاد يدرج فيها اثنان من الآباء.

### الأحكام القضائية

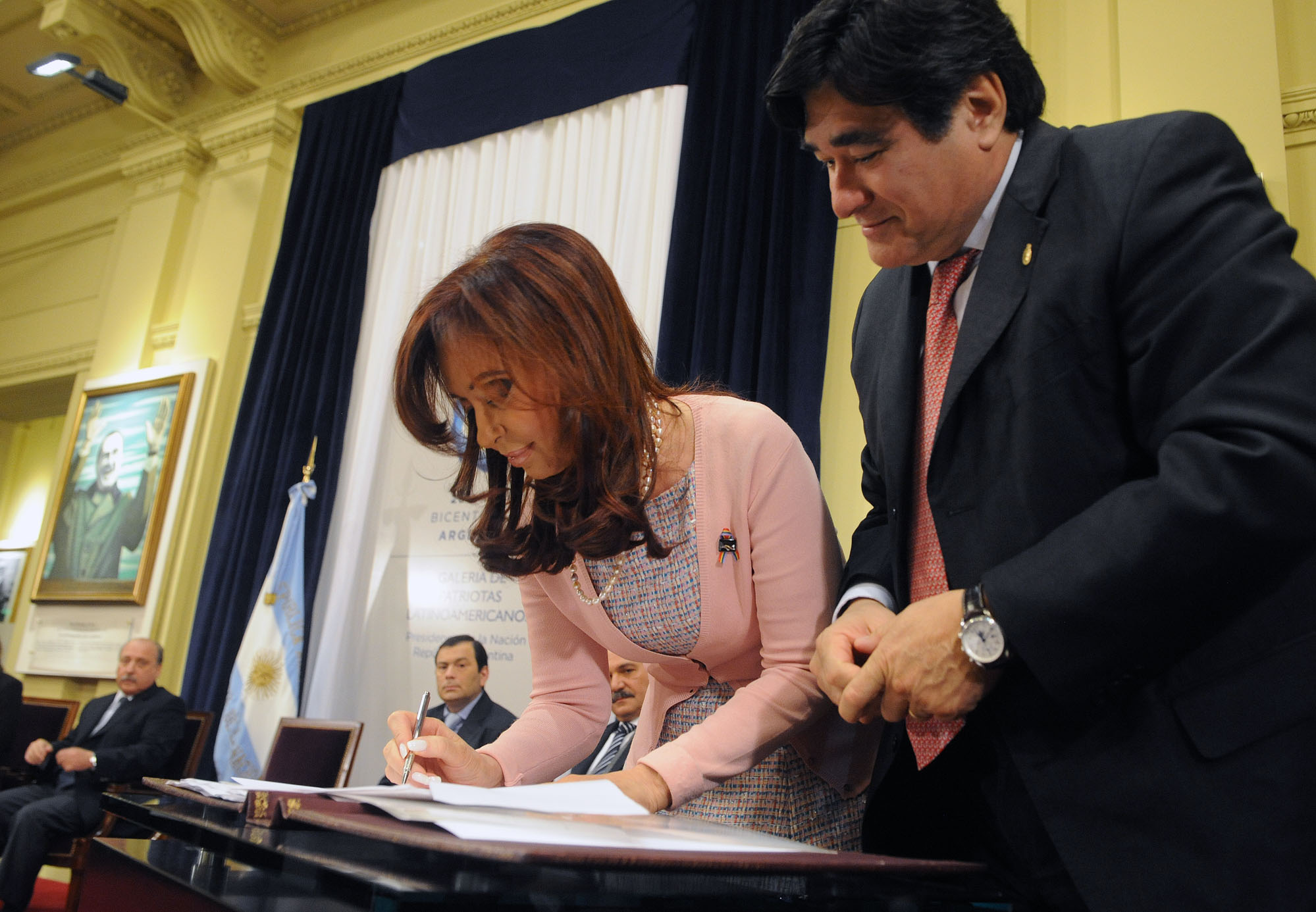
الرئيسة كريستينا فرنانديز دي كيرشنر توقع على مشروع قانون زواج المثليين، مما يجعل الأرجنتين أول بلد في أمريكا اللاتينية يشرع زواج المثليين.

في 12 نوفمبر 2009، أقرت محكمة في بوينس آيرس زواج زوجين المثليين، وهما أليكس فريري وخوسيه ماريا بيلو، حيث حكمت أن المادتين 172 و 188 من القانون المدني غير دستوريتين. قال رئيس حكومة المدينة، موريسيو ماكري، إنه لن يستأنف الحكم، ولكن تم حظر الزواج في 30 نوفمبر من قبل محكمة أخرى، في انتظار المراجعة من قبل المحكمة العليا. في ديسمبر 2009، أمرت حاكمة مقاطعة تييرا ديل فويغو، فابيانا ريوس، مكتب السجل المدني بأداء وتسجيل زواجهما. في 28 ديسمبر، أصبح الرجلان متزوجين قانونيا في أوشوايا، عاصمة المقاطعة، مما يجعلها أول زوجين مثليين يتزوجان في أمريكا اللاتينية. في 14 أبريل 2010، أعلن الزواج لاغيا وباطلا، لكنه بقي قانونيا لأنه لم يتم إبلاغ القرار إلى الطرفين. قال الزوجان إنهما سيستأنفان قرار المحكمة إذا تم إخطارهما. أعلن الزوجان طلاقهما في عام 2015. وكشف الصحفي برونو بيمبي أنه على الرغم من أن كلا الرجلين مثليان، إلا أنهما لم يكونا زوجين ولم يتصرفا إلا كجزء من خطة للدفاع عن حقوق المثليين.
في 10 مارس 2010، أعلن قاض في بوينس آيرس عن أن زواج مثلي ثانٍ، بين داميان بيرناث وخورخي إستيبان سالازار كابون، غير قانوني. في 16 أبريل، تم إلغاء زواج مثلي ثالث بين امرأتين من قبل قاضي قضى بأن السجل المدني في بوينس آيرس يحد من الزواج من رجل وامرأة. ألغت القاضية الإدارية إيلينا ليبراتوري هذا القرار في وقت لاحق وحكمت على الزواج بين المرأتين، وأمرت السجل المدني في بوينس آيرس بتسليم شهادة الزواج إلى المحكمة.
وبعد أول زواج المثليين قانونيا في ديسمبر عام 2009، تم تزويج سبعة أزواج مثليين آخرين في الزواج القانوني في الأرجنتين قبل أن يدخل القانون الوطني لزواج المثليين حيز التنفيذ في نهاية يوليو 2010. كانت المحكمة العليا تستمع إلى عدة حالات تتعلق بحق الأزواج المثليين في الزواج. في 2 يوليو 2010، ذكرت بعض وسائل الإعلام أن المحكمة العليا كانت على استعداد للحكم بالقضية المتعلقة ماريا رشيد وكلوديا كاسترو لإعلان المواد 172 و 188 من القانون المدني غير دستورية.

### معارضة التشريعات
في يوليو/تموز 2010، بينما كان القانون قيد الدراسة، كتب الكاردينال خورخي بيروغليو، رئيس أساقفة بوينس آيرس (لاحقًا البابا فرانسيس)، خطابًا إلى الراهبات الارجينيات والذي قال فيه:
بعد أن أبلغت جريدة «لوبسورفاتوي رومانو» عن هذا الأمر، أعرب العديد من الكهنة عن دعمهم للقانون وتم طرد أحدهم. يعتقد المراقبون أن معارضة الكنيسة الشديدة ولغة بيرغوليو، والتي وصفها أحد المعارضين السياسيين بأنها لغة «القرون الوسطى ورجعية»،
عمل لصالح إقرار القانون وأن المسؤولين الكاثوليك الرومانيين تعلموا من حملتهم الفاشلة ضد قانون زواج المثليين لتبني لهجة مختلفة في مناقشات لاحقة على القضايا الاجتماعية مثل تأجير الأرحام. في عام 2005، عرّف أكثر من ثلاثة أرباع الأرجنتينيين أنفسهم كاثوليك، لكن أقل من خمسيهم حضروا في خدمة دينية مرة واحدة على الأقل في الشهر.
انضمت المجموعات الإنجيلية أيضا إلى المعارضة.

### الاحصائيات
يتم توزيع عدد الأزواج المثليين الذين تزوجوا في الأرجنتين في السنوات التالية حسب الولاية القضائية على النحو التالي:
| Subdivision                | Marriages (as of July 2012) | Marriages (as of July 2015) |
| -------------------------- | --------------------------- | --------------------------- |
| مدينة بوينس آيرس المستقلة  | 1,405                       | 2,998                       |
| محافظة بوينس آيرس          | 1,455                       | 2,278                       |
| محافظة كاتماركا            | 49                          | 54                          |
| محافظة تشاكو               | 51                          | 80                          |
| محافظة تشوبوت              | 47                          | 65                          |
| محافظة قرطبة               | 632                         | 970                         |
| محافظة كوريينتس            | 31                          | 170                         |
| محافظة إنتري ريوس          | 128                         | 215                         |
| محافظة فورموزا             | 44                          | 68                          |
| محافظة خوخوي               | 56                          | 59                          |
| محافظة لا بامبا            | 58                          | 74                          |
| محافظة لا ريوخا            | 31                          | 49                          |
| محافظة مندوزا              | 389                         | 415                         |
| محافظة ميسيونس             | 64                          | 98                          |
| محافظة نيوكوين             | 101                         | 114                         |
| محافظة ريو نيغرو           | 64                          | 79                          |
| محافظة سالتا               | 178                         | 210                         |
| محافظة سان خوان            | 70                          | 76                          |
| محافظة سان لويس            | 37                          | 55                          |
| محافظة سانتا كروز          | 35                          | 61                          |
| محافظة سانتا في            | 664                         | 895                         |
| محافظة سانتياغو ديل استيرو | 42                          | 71                          |
| محافظة تييرا ديل فويغو     | 14                          | 44                          |
| محافظة توكومان             | 199                         | 225                         |

تم إجراء ما مجموعه 9,362 حالة زواج المثليين في السنوات ال4 الأولى بعد سن القانون. من بين هؤلاء، تم الاحتفال بـ 2,683 في مدينة بوينس آيرس المستقلة و 998 في محافظة بوينس آيرس.
بعد 7 سنوات من الموافقة على قانون زواج المثليين، وقعت أكثر من 16,200 حالة زواج المثليين في الأرجنتين. تم إجراء 4,286 و 3,836 حالة زواج المثليين في مدينة بوينس آيرس المستقلة وفي محافظة بوينس آيرس على التوالي. كما لا يتطلب القانون الأرجنتيني من الأزواج الذين يرغبون في الزواج أن يكونا من الأرجنتينيين أو المقيمين في الأرجنتين، ويأتي العديد من الأزواج من الخارج إلى الأرجنتين على الزواج، بما في ذلك العديد من الأزواج من تشيلي وباراغواي. وهذا بدوره جعل الأرجنتين، وبوجه خاص بوينس آيرس، وجهة زواج شائعة للغاية للأزواج المثليين.
بحلول تموز/يوليو 2018، تزوج 18,000 من الأزواج من نفس الجنس في الأرجنتين.

## الرأي العام
وفقًا لاستطلاع أجراه مركز بيو للأبحاث، والذي أجري بين 15 نوفمبر 2013 و 8 يناير 2014، أيد 52% من الأرجنتينيين زواج المثليين، وعارض 40% ذلك.
وجد استطلاع للرأي أجرته مؤسسة إيبسوس عام 2015 أن أغلبية 59% تؤيد زواج المثليين. أيد 16% الاتحادات المدنية أو غيرها من أشكال الاعتراف القانوني.
أظهر مقياس الأمريكتين لعام 2017 أن 65% من الأرجنتينيين يؤيدون زواج المثليين.